# Episodi di Stargate SG-1 (ottava stagione)
L'ottava stagione della serie televisiva di fantascienza Stargate SG-1 è composta da 20 episodi e fu trasmessa per la prima volta negli Stati Uniti dal 9 luglio 2004 sulla rete televisiva Sci-Fi Channel; nel corso della stagione la serie fu trasmessa anche sulla rete inglese Sky One che mise in onda l'ultimo episodio il 22 febbraio 2005. 
In Italia la serie venne trasmessa a pagamento sul canale satellitare Fox dal 7 gennaio all'11 marzo 2006 ed in prima visione in chiaro su LA7 dal 19 giugno al 31 luglio 2008.
Il cast principale della ottava stagione vede Richard Dean Anderson nella parte di Jack O'Neill, promosso generale alla guida del Comando Stargate, mentre Amanda Tapping nel ruolo di Samantha Carter ne assume il posto al comando dell'SG-1.
Completano la squadra Michael Shanks nei panni del dottor Daniel Jackson e Christopher Judge che interpreta l'alieno Teal'c.
| nº | Titolo originale     | Titolo italiano             | Prima TV originale | Prima TV Italia  |
| -- | -------------------- | --------------------------- | ------------------ | ---------------- |
| 1  | New Order: Part 1    | Un nuovo ordine: Parte 1    | 9 luglio 2004      | 7 gennaio 2006   |
| 2  | New Order: Part 2    | Un nuovo ordine: Parte 2    | 9 luglio 2004      | 7 gennaio 2006   |
| 3  | Lockdown             | Quarantena                  | 23 luglio 2004     | 14 gennaio 2006  |
| 4  | Zero Hour            | Ora zero                    | 30 luglio 2004     | 14 gennaio 2006  |
| 5  | Icon                 | La promessa                 | 6 agosto 2004      | 21 gennaio 2006  |
| 6  | Avatar               | La simulazione              | 13 agosto 2004     | 21 gennaio 2006  |
| 7  | Affinity             | Affinità                    | 20 agosto 2004     | 28 gennaio 2006  |
| 8  | Covenant             | Alleanza                    | 27 agosto 2004     | 28 gennaio 2006  |
| 9  | Sacrifices           | Sacrifici                   | 10 settembre 2004  | 4 febbraio 2006  |
| 10 | Endgame              | Fine del gioco              | 17 settembre 2004  | 4 febbraio 2006  |
| 11 | Gemini               | Gemelle                     | 14 dicembre 2004   | 11 febbraio 2006 |
| 12 | Prometheus Unbound   | Prometheus sciolta          | 21 dicembre 2004   | 11 febbraio 2006 |
| 13 | It's Good To Be King | È bello essere re           | 4 gennaio 2005     | 18 febbraio 2006 |
| 14 | Full Alert           | Allarme totale              | 11 gennaio 2005    | 18 febbraio 2006 |
| 15 | Citizen Joe          | Il cittadino Joe            | 18 gennaio 2005    | 25 febbraio 2006 |
| 16 | Reckoning: Part 1    | La resa dei conti: Parte 1  | 25 gennaio 2005    | 25 febbraio 2006 |
| 17 | Reckoning (Part 2)   | La resa dei conti (Parte 2) | 1º febbraio 2005   | 4 marzo 2006     |
| 18 | Threads              | Fili                        | 8 febbraio 2005    | 4 marzo 2006     |
| 19 | Moebius: Part 1      | Moebius: Parte 1            | 15 febbraio 2005   | 11 marzo 2006    |
| 20 | Moebius: Part 2      | Moebius: Parte 2            | 22 febbraio 2005   | 11 marzo 2006    |

## Un nuovo ordine (parte 1)
- Titolo originale: New Order (Part 1)
- Diretto da: Andy Mikita
- Scritto da: Joseph Mallozzi e Paul Mullie

### Trama
Carter e Teal'c, usando la navetta goa'uld modificata da O'Neill, viaggiano fino alla galassia degli asgard per cercare aiuto nel risvegliare lo stesso O'Neill dall'ibernazione; dopo aver preso contatto con Thor, scoprono però che i replicatori sono sfuggiti alla distruzione e si apprestano ad attaccare il nuovo pianeta degli asgard, dopo aver rapito Carter. Sulla Terra, tre ambasciatori dei Signori del Sistema, tra cui Yu, propongono che i terrestri usino le armi con cui hanno sconfitto Anubis per distruggere Ba'al, che sta diventando sempre più potente.
- Altri interpreti: Torri Higginson (Elizabeth Weir), Patrick Currie (Fifth), Kira Clavell (Amaterasu), Steve Bacic (Camulus), Gary Jones (Walter Harriman), Kevan Ohtsji (Oshu), Vince Crestejo (Yu), David DeLuise (Pete Shanahan), James Bamford (replicatore)

## Un nuovo ordine (parte 2)
- Titolo originale: New Order (Part 2)
- Diretto da: Andy Mikita
- Scritto da: Robert C. Cooper

### Trama
Poiché i replicatori hanno attaccato il nuovo avamposto degli asgard, Thor ritorna sulla Terra per cercare di ottenere da O'Neill le conoscenze necessarie per distruggerli. O'Neill, risvegliato, crea un'arma capace di distrugguere i replicatori, mentre Carter, nel frattempo, è stata intrappolata da Fifth, uno dei replicatori umanoidi, in una sorta di sogno. Sulla Terra, uno dei goa'uld venuti per trattare l'alleanza, Camulus, chiede asilo.
- Altri interpreti: Torri Higginson (Elizabeth Weir), Patrick Currie (Fifth), Kira Clavell (Amaterasu), Steve Bacic (Camulus), Gary Jones (Walter Harriman), Kevan Ohtsji (Oshu), Vince Crestejo (Yu), David DeLuise (Pete Shanahan), James Bamford (replicatore)

## Quarantena
- Titolo originale: Lockdown
- Diretto da: Will Waring
- Scritto da: Joseph Mallozzi e Paul Mullie

### Trama
Il comando Stargate viene messo in quarantena dopo che un ufficiale russo, da poco arrivato, è svenuto, mostrando dei sintomi simili a quelli di uno scienziato sulla Stazione spaziale internazionale. Il dottor Jackson ipotizza che il motivo della malattia sia l'essenza di Anubis, non distrutta dall'esplosione della sua nave e in grado di passare da persona a persona; per contrastarlo, la base viene divisa in tre settori tra loro non comunicanti. Anubis riesce comunque ad aggirare i blocchi e attivare lo Stargate da remoto ma Carter modifica le coordinate all'ultimo spedendolo su un pianeta gelido.
- Altri interpreti: Gavin Hood (colonnello Vaselov), Aaron Pearl (maggiore Kearney), Alisen Down (dottor Brightman)

## Ora zero
- Titolo originale: Zero Hour
- Diretto da: Peter F. Woeste
- Scritto da: Robert C. Cooper

### Trama
In cerca di un arsenale di Anubis, la SG-1 scompare, mentre al comando Stargate arriva un messaggio di Ba'al, che chiede Camulus in cambio della squadra. Questo informa O'Neill dell'esistenza di un dispositivo degli antichi di cui Ba'al vorrebbe impossessarsi; nel frattempo una pianta aliena, diffusasi nell'intero complesso dello Stargate, provoca continui black-out.
- Altri interpreti: David Kaufman (Mark Gilmor), Cliff Simon (Ba'al), Eric Breker (Reynolds), Colin Cunningham (maggiore Davis), Pierre Bernard (O'Brien), Steve Bacic (Camulus)

## La promessa
- Titolo originale: Icon
- Diretto da: Peter F. Woeste
- Scritto da: Damian Kindler

### Trama
Dopo un contatto con i terrestri, due nazioni su un pianeta si ritrovano in guerra tra loro, mentre una fazione fondamentalista, comandata da Soren, riesce ad ottenere il controllo della città dove si trova lo stargate. Daniel Jackson, in missione per cercare di mediare una pace, si ritrova impossibilitato a tornare, bloccato in una casa di campagna minacciata dagli uomini di Soren. Il capo dei ribelli, inoltre, non sembra voler trattare con i terrestri.
- Altri interpreti: Matthew Bennett (Jared Kane), Amy Sloan (Leda), Timothy Webber (comandante Gareth), James Kidnie (Soren), Gary Jones (Walter Harriman)

## La simulazione
- Titolo originale: Avatar
- Diretto da: Martin Wood
- Scritto da: Damian Kindler

### Trama
Durante il test di un nuovo dispositivo per la realtà virtuale, Teal'c rimane imprigionato nella simulazione, per uscire dalla quale deve riuscire a salvare la base dall'attacco di alcuni soldati kull e di un goa'uld. Poiché le continue "morti" virtuali rischiano di ucciderlo, Daniel Jackson entra nella simulazione per aiutarlo.
- Altri interpreti: Bill Dow (dottor Lee), Andrew Airlie (dottor Carmichael), Gary Jones (Walter Harriman)

## Affinità
- Titolo originale: Affinity
- Diretto da: Peter DeLuise
- Scritto da: Peter DeLuise

### Trama
Dopo essersi trasferito in un appartamento all'esterno della base, Teal'c viene accusato dell'omicidio del marito violento di una ragazza. Questa inoltre viene rapita, e per rilasciarla i rapitori chiedono al dottor Jackson di tradurre alcune iscrizioni in antico. Nel frattempo, Pete Shanahan chiede a Samantha Carter di sposarlo.
- Altri interpreti: Christopher Attadia (Eric), Judith Berlin (signora Conners), Peter Bryant (Hoskins), David DeLuise (Pete Shanahan), Erica Durance (Krista James), Benita Ha (Brooks), Derek Hamilton (Doug McNair), Rob Hayter (sergente), Adrian Hughes (Paul), Gary Jones (Walter Harriman), Michael Rogers (colonnello Kendrick), Lucas Wolf (Jennings)

## Alleanza
- Titolo originale: Covenant
- Diretto da: Martin Wood
- Scritto da: Ron Wilkerson

### Trama
Un uomo d'affari presenta al mondo il clone di un asgard; il comando decide in un primo momento di screditare la notizia, e infine su consiglio di Samantha Carter di rivelargli l'esistenza dello stargate per convincerlo a tacere, ma lui sembra deciso ad andare avanti.
- Altri interpreti: Kendall Cross (Julia Donovan), George Grove (Thor), Tom O'Brien (Brian Vogler), Charles Shaughnessy (Alec Colson), Chris Sheilds (capitano Shefield)

## Sacrifici
- Titolo originale: Sacrifices
- Diretto da: Andy Mikita
- Scritto da: Christopher Judge

### Trama
Mentre l'intera comunità di guerriere jaffa capeggiata da Ishta (Diritto di nascita) si trasferisce temporaneamente sulla Terra perché il loro rifugio è stato scoperto e Rya'c annuncia a suo padre Teal'c il suo matrimonio, durante una riunione dei jaffa ribelli le truppe del goa'uld Moloc attaccano, facendo Ishta prigioniera.
- Altri interpreti: Tony Amendola (Bra'tac), Simone Bailly (Ka'lel), Jolene Blalock (Ishta), Noah Danby (Cha'ra), Neil Denis (Rya'c), Royston Innes (Moloc), Gary Jones (Walter Harriman), Jeff Judge (Aron), Steve Lawlor (Cor'ak), Dan Shea (Siler), Mercedes de la Zerda (Kar'yn)

## Fine del gioco
- Titolo originale: Endgame
- Diretto da: Peter DeLuise
- Scritto da: Joseph Mallozzi e Paul Mullie

### Trama
Lo stargate viene teletrasportato fuori dalla base. Mentre Jackson e Carter scoprono che è stato rubato da un'organizzazione nota come Trust, e che questa intende usare contro i goa'uld un veleno per simbionti, che ucciderebbe anche i jaffa. Teal'c, all'oscuro del fatto in quanto momentaneamente non sulla Terra, scopre un pianeta in cui tutti i jaffa ribelli sono morti, e cerca di contattare un tok'ra infiltrato nelle file di Ba'al per avere una spiegazione.
- Altri interpreti: Jonathan Holmes (dottor Bricksdale), Brandy Ledford (Zarin), Rob Lee (colonnello Pierce), Benita Ha (Brooks), Peter Bryant (Hoskins), Lucas Wolf (Jennings), Mark Gibbon (M'zel), Scott Owen (sergente Mackenzie), Barclay Hope (colonnello Pendergast), Gary Jones (Walter Harriman), Dan Shea (Siler)

## Gemelle
- Titolo originale: Gemini
- Diretto da: Will Waring
- Scritto da: Peter DeLuise

### Trama
Un replicante, duplicato del colonnello Carter, contatta la Terra rivelando che Fifth si appresta ad invadere la galassia. Portata al sito Alpha, chiede di essere distrutta per non cadere nelle sue mani, ma in realtà sta cercando un modo per rendere invulnerabili i replicanti all'arma creata da O'Neill mentre aveva le conoscenze degli antichi nella memoria e disgraziatamente ci riesce, non prima di aver eliminato Fifth così da appropriarsi del suo esercito.
- Altri interpreti: G. Patrick Currie (Fifth), Gary Jones (Walter Harriman), Dan Shea (sergente Siler)

## Prometheus sciolta
- Titolo originale: Prometheus Unbound
- Diretto da: Andy Mikita
- Scritto da: Damian Kindler

### Trama
Sulla rotta per la Galassia di Pegaso, la Prometheus riceve una chiamata di soccorso; una volta all'origine della comunicazione, la nave viene però abbordata, e tutto l'equipaggio, ad eccezione di Daniel Jackson, viene teletrasportato su una nave vicina con i motori in avaria. Jackson, invece, viene catturato da un'aliena di nome Vala Mal Doran.
- Altri interpreti: Claudia Black (Vala Mal Doran), Ellie Harvie (Lindsey Novak), Gary Jones (Walter Harriman), Eric Breker (colonnello Reynolds), Morris Chapdelaine (Tenat)

## È bello essere re
- Titolo originale: It's Good To Be King
- Diretto da: William Gereghty
- Scritto da: Michael Greenburg, Peter DeLuise, Joseph Mallozzi e Paul Mullie

### Trama
Un goa'uld in fuga da Ba'al sta per rioccupare il pianeta su cui era stato esiliato Harry Maybourne. L'SG-1, giunta sul posto per riportarlo sulla Terra, scopre che Maybourne è diventato il re del villaggio, e che ha trovato delle incisioni lasciate da un antico che ha viaggiato nel tempo, che rivelano che i terrestri salveranno il pianeta dagli invasori.
- Altri interpreti: Tom McBeath (Harry Maybourne), Wayne Brady (Trelak), Nancy Sorel (Garan)

## Allarme totale
- Titolo originale: Full Alert
- Diretto da: Andy Mikita
- Scritto da: Joseph Mallozzi e Paul Mullie

### Trama
L'ex senatore Kinsey, dopo aver proposto al comando Stargate di infiltrarsi nel Trust, viene rapito da essi; poco dopo viene arrestato in Russia per aver tentato di uccidere un alto generale, ma il dottor Jackson, inviato per interrogarlo, scopre che è stato preso da un goa'uld. Temendo che il Governo degli Stati Uniti sia compromesso con i goa'uld, il presidente russo si prepara ad attaccare gli Stati Uniti.
- Altri interpreti: Joey Aresco (Parker), Gary Chalk (colonnello Chekov), Ronny Cox (Robert Kinsey), Mike Dopud (colonnello Chernovshev), Allan Gray (Kent), Barclay Hope (colonnello Pendergast), Gary Jones (Walter Harriman), Hiro Kanagawa (Wayne), Françoise Robertson (capitano Varonkova), Lucas Wolf (Jennings)

## Il cittadino Joe
- Titolo originale: Citizen Joe
- Diretto da: Andy Mikita
- Scritto da: Robert C. Cooper

### Trama
Joe Spencer, un barbiere dell'Indiana, dopo aver comprato una strana pietra, comincia ad avere delle visioni delle missioni della SG-1. Dopo aver tentato senza successo di venderle come storie di fantascienza, comincia ad esserne ossessionato.
- Altri interpreti: Dan Castellaneta (Joe Spencer), Deborah Theaker (Charlene Spencer), Alex Ferris/Mark Hansen (Andy Spencer)
- Questo episodio è un clip show, ovvero è costituito in buona parte da spezzoni di altre puntate.

## La resa dei conti (parte 1)
- Titolo originale: Reckoning (Part 1)
- Diretto da: Peter DeLuise
- Scritto da: Damian Kindler

### Trama
Mentre i replicanti iniziano un attacco massiccio contro i goa'uld, il dottor Jackson viene rapito da una nave di replicanti. Ba'al, in procinto di essere sconfitto, chiede aiuto alla Terra, mentre la ribellione dei jaffa è sul punto di fallire in quanto molti di loro, impauriti, stanno tornando fedeli ai goa'uld. Teal'c e Bra'tac decidono quindi di impiegare tutte le loro forze per prendere Dakara, mentre la replicante di Carter tenta di ingannare Jackson facendosi passare per Oma Desala. Un tentativo di Thor di modificare l'arma degli antichi per renderla nuovamente efficace fallisce, mentre Anubis si prepara ad attaccare Dakara per distruggere la ribellione jaffa e impossessarsi di un'arma capace di distruggere la vita nella galassia; Ba'al contatta di nuovo la Terra per informarla dell'esistenza di quest'arma.
- Altri interpreti: Tony Amendola (Bra'tac), Carmen Argenziano (Jacob Carter), Cliff Simon (Ba'al), Gary Jones (Walter Harriman), Samantha Banton (tenente di Ba'al), Mel Harris (Oma Desala), Isaac Hayes (Tolok), Jeff Judge (Aron), Rik Kiviaho (nuovo corpo di Anubis), Vince Crestejo (Yu), Kevan Ohtsji (Oshu), Eric Breker (colonnello Reynolds), Dan Shea (Siler)

## La resa dei conti (parte 2)
- Titolo originale: Reckoning (Part 2)
- Diretto da: Peter DeLuise
- Scritto da: Damian Kindler

### Trama
Carter e suo padre tentano di modificare l'arma che si trova su Dakara per far sì che distrugga soltanto i replicanti; nel frattempo la flotta di Anubis, capeggiata da Ba'al, arriva nei pressi di Dakara, e il comando Stargate viene assalito dai replicanti. Daniel Jackson, convinto di poter fermare la replica di Carter prima che questa riesca ad accedere ai suoi ricordi di quando era asceso, continua a resisterle, riuscendo addirittura a sovvertire i ruoli e leggendo lui stesso la mente della replicante. Su Dakara, Carter scopre però che per distruggere tutti i replicanti contemporaneamente è necessario attivare contemporaneamente tutti gli stargate, rendendo così necessario l'aiuto di Ba'al per fermarli.
- Altri interpreti: Tony Amendola (Bra'tac), Carmen Argenziano (Jacob Carter), Cliff Simon (Ba'al), Gary Jones (Walter Harriman), Samantha Banton (tenente di Ba'al), Mel Harris (Oma Desala), Isaac Hayes (Tolok), Jeff Judge (Aron), Rik Kiviaho (nuovo corpo di Anubis), Eric Breker (colonnello Reynolds), Dan Shea (Siler)

## Fili
- Titolo originale: Threads
- Diretto da: Andy Mikita
- Scritto da: Robert C. Cooper

### Trama
Daniel, dopo essere stato ucciso dalla replicante di Carter, si ritrova in una sorta di tavola calda, dove Oma Desala gli offre la scelta tra rischiare la morte o ascendere di nuovo. Mentre cerca di comprendere perché abbia deciso di ritornare a forma umana la volta precedente, viene aiutato da un certo Jim, l'unico avventore che gli rivolga la parola; sulla Terra, O'Neill e Carter devono alla fine affrontare le loro rispettive relazioni personali, e quest'ultima decide infine di non sposarsi con Pete Shanahan.
- Altri interpreti: Tony Amendola (Bra'tac), Carmen Argenziano (Jacob Carter), Cliff Simon (Ba'al), Gary Jones (Walter Harriman), Mel Harris (Oma Desala), Isaac Hayes (Tolok), Clare Carey (Kerry Johnson), George Dzundza (Jim), Rik Kiviaho (Anubis), David DeLuise (Pete Shanahan)
- Questo episodio ha una durata inusuale, di 63 minuti invece dei 45 abituali. Una versione di 45 minuti fu trasmessa nella prima replica, ma in seguito è stato trasmesso l'intero episodio.

## Moebius (parte 1)
- Titolo originale: Moebius (Part 1)
- Diretto da: Peter DeLuise
- Scritto da: Joseph Mallozzi, Paul Mullie, Brad Wright e Robert C. Cooper

### Trama
La squadra SG-1 viaggia attraverso il tempo per compiere una rischiosa missione che ha come obiettivo rubare un dispositivo tecnologico che si trova nelle mani di Ra, il potente Goa'uld che invase l'antico Egitto. Ma ottiene l'effetto di alterare completamente la linea temporale. Una versione alternativa della squadra deve usare la nave del tempo appena scoperta per rimettere tutto a posto.

## Moebius (parte 2)
- Titolo originale: Moebius (Part 2)
- Diretto da: Peter DeLuise
- Scritto da: Joseph Mallozzi, Paul Mullie, Brad Wright e Robert C. Cooper

### Trama
Nel tempo presente non vi sarà nessuno Stargate, né tanto meno una SGC. Carter è una ricercatrice fallita ridotta a segretaria, mentre Daniel è un professore di Inglese. Jack, neanche a dirlo, ha una barchetta e fa il pescatore.